# Priolepis
Priolepis là một chi của Họ Cá bống trắng.

## Các loài
Chi này hiện hành có các loài sau đây được ghi nhận:
- Priolepis agrena R. Winterbottom & M. E. Burridge, 1993
- Priolepis ailina R. Winterbottom & M. E. Burridge, 1993
- Priolepis aithiops R. Winterbottom & M. E. Burridge, 1992
- Priolepis akihitoi Hoese & Larson, 2010[2]
- Priolepis anthioides (J. L. B. Smith, 1959)
- Priolepis ascensionis (C. E. Dawson & A. J. Edwards, 1987)
- Priolepis aureoviridis (Gosline, 1959)
- Priolepis boreus (Snyder, 1909)
- Priolepis cincta (Regan, 1908)
- Priolepis compita R. Winterbottom, 1985
- Priolepis cyanocephala Hoese & Larson, 2010[2]
- Priolepis dawsoni D. W. Greenfield, 1989
- Priolepis eugenius (D. S. Jordan & Evermann, 1903)
- Priolepis fallacincta R. Winterbottom & M. E. Burridge, 1992
- Priolepis farcimen (D. S. Jordan & Evermann, 1903)
- Priolepis goldshmidtae Goren & Baranes, 1995
- Priolepis hipoliti (Metzelaar, 1922)
- Priolepis inhaca (J. L. B. Smith, 1949)
- Priolepis kappa R. Winterbottom & M. E. Burridge, 1993
- Priolepis latifascima R. Winterbottom & M. E. Burridge, 1993
- Priolepis limbatosquamis (Gosline, 1959)
- Priolepis nocturna (J. L. B. Smith, 1957)
- Priolepis nuchifasciata (Günther, 1873)
- Priolepis pallidicincta R. Winterbottom & M. E. Burridge, 1993
- Priolepis profunda (M. C. W. Weber, 1909)
- Priolepis psygmophilia R. Winterbottom & M. E. Burridge, 1993
- Priolepis randalli R. Winterbottom & M. E. Burridge, 1992
- Priolepis robinsi Garzón & Acero P., 1991: Nó là loài đặc hữu của Colombia.
- Priolepis semidoliata (Valenciennes, 1837)
- Priolepis squamogena R. Winterbottom & M. E. Burridge, 1989
- Priolepis sticta R. Winterbottom & M. E. Burridge, 1992
- Priolepis triops R. Winterbottom & M. E. Burridge, 1993
- Priolepis vexilla R. Winterbottom & M. E. Burridge, 1993
- Priolepis winterbottomi Nogawa & Endo, 2007

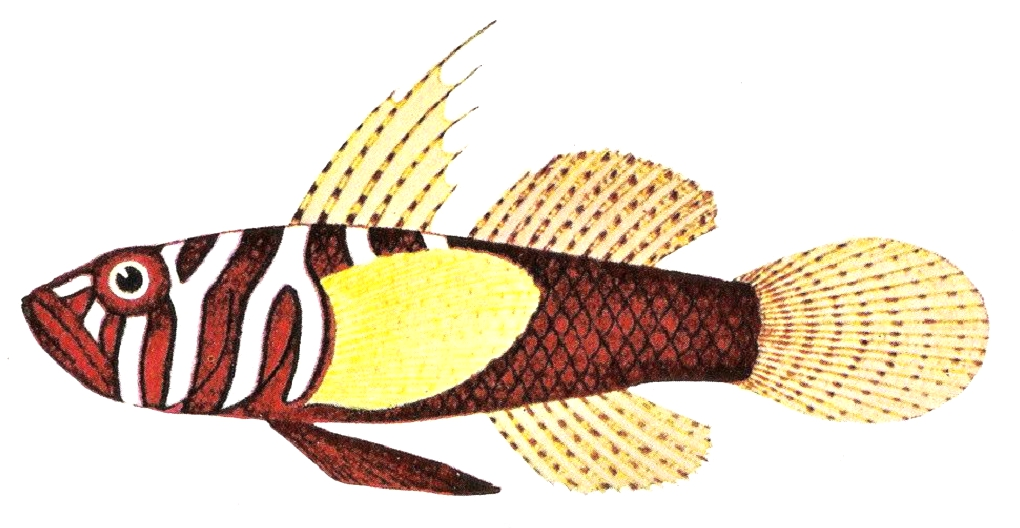
Priolepis semidoliata